# لو تشيسناي
لي شيسناي، (بالفرنسية: Le Chesnay)‏، هي بلدية فرنسية سابقة في إقليم إيفلين، في إيل دو فرانس، في شمال وسط فرنسا. في 1 يناير 2019، تم دمجها في البلدية الجديدة (لي شيسناي-روكوينكورت). وهي تقع في الضواحي الغربية لباريس، على بعد 16.7 كم (10.4 ميل) من وسط باريس.

## توأمة
للو تشيسناي اتفاقيات توأمة مع:
- هيبنهايم

## أعلام
- أوغست برافيه
- بونوا كونكود
- اليكساندر باربير
- نيكولا أنيلكا
- غيليس مارشال
- لورا جورج
- أميلي أميرة أورليان
- نوال ديفال